# 緋紅色
緋紅色（英文：crimson red）也简称緋色（crimson），是紅色掺帶少许藍色后产生的一种色彩，傳統上是用来形容血液的顏色。
緋紅色英文之語源是從梵語krmi-ja得來，「由蟲生產的紅色染料」的意思。
在美国，哈佛大学和阿拉巴马大学的校队以绯红色著名，哈佛的校报叫做哈佛克里姆森報（The Harvard Crimson），阿拉巴马大学的校报叫做（Red 177, Blue 0 Green 33。其他还有很多大学也喜欢用绯红作为学校的主色调。